# Skót labdarúgó-bajnokság (első osztály)
A Scottish Premiership a skót labdarúgás legmagasabb osztálya. 1890-től az első osztályt a Scottish Football League legfelsőbb csoportja jelentette egészen a Scottish Premier League (SPL) 1998-as létrehozásáig. 2013 nyarán az első osztályt képviselő SPL-t összevonták a másodiktól negyedik osztályig terjedő Scottish Football League-gel és így jött létre a Scottish Professional Football League (SPFL).
A pontvadászat az 1998–99-es szezon óta működik a jelenlegi rendszer szerint, s eddig csak kettő, a Celtic és a Rangers tudott bajnokságot nyerni (10-szer illetve 7-szer).

## Története

### 1998 előtt
Korábban a skót labdarúgó ligának két osztálya volt, a Division One és a Division Two, ezekhez az 1970-es években csatlakozott egy harmadik osztály is. Ekkor megváltoztak az elnevezések, az élvonal lett a Premier League, a másodosztály a Division One, a harmadik vonal pedig a Division Two. Ez a rendszer az 1975-1976-os szezontól lépett életbe.
Az 1994-1995-ös évadban a három meglévőhöz egy negyedik osztály is csatlakozott Division Three néven. Ebben az időszakban minden osztályban 10-10 csapat volt.

### A Scottish Premier League létrejötte
1998-ban a skót futballcsapatok angol példára kiléptek a ligából és megalapították saját bajnokságukat, melyet Scottish Premier League-nek neveztek el. Ehhez a döntéshez az vezetett, hogy a nagyobb klubok több pénzt szerettek volna kapni egy mérkőzés után. Korábban a szponzorok által adott összegek szétosztódtak a négy osztály csapatai között.
Az SPL eredetileg 10 csapattal indult, de ezt 12-re bővítették a 2000–2001-es idényben. Úgy tervezték, hogy egy idényben 44 meccset kell játszania egy csapatnak, de később ezt túl soknak találták és 38-ra mérsékelték. A csapatok így három meccset játszanak egymással, kétszer utaznak idegenbe és egyszer használják saját pályájukat. Ezután elfeleződik a tabella, létrejön a 6-6 tagú felső- és alsóház, melyekben még további öt találkozó vár a csapatokra.
Előfordulhat, hogy egy alsóházban szereplő csapat végül több pontot gyűjt, mint egy felsőházas, de természetesen nem kerülhetnek feljebb náluk a könnyebb ellenfelek miatt. A 2005–2006-os szezonban például a hetedik Inverness-nek több pontja volt, mint a negyedik Hiberniannek.

### Scottish Premiership
A 2012–13-as szezon után az első osztályt képviselő Scottish Premier League-et összevonták a másodiktól negyedik osztályig terjedő Scottish Football League-gel (Division One, Two és Three) és így jött létre a Scottish Professional Football League (SPFL). Az osztályok elnevezéseit angol mintára változtatták meg, így az első osztály a Scottish Premiership, a másodosztály a Scottish Championship, a harmadosztály a Scottish League One, a negyedosztály pedig a Scottish League Two.

## Lebonyolítási rendszer
Jelenleg tizenkét csapat van a Scottish Premiershipben. A győzelemért három, a döntetlenért egy, a vereségért nulla pont jár. A pontok száma rangsorol, másodsorban a gólkülönbség, végül a lőtt gólok száma. A szezon végén a legtöbb ponttal rendelkező csapat lesz a bajnok (illetve pontazonosság esetén a gólkülönbség dönt, ha az is egyenlő, a lőtt gólok száma).
Az augusztustól májusig tartó idényben minden csapat minden csapattal legalább háromszor játszik: vagy egyszer otthon és kétszer idegenben, vagy fordítva. Ezt a 33 fordulót követően a liga az egyaránt 6 csapatból álló felsőházra illetve alsóházra bomlik. A klubok még öt mérkőzésen lépnek pályára, a saját hatosukban lévőkkel mérkőznek meg. Az alapszakaszban szerzett pontokat továbbviszik a csapatok a rájátszásba. Az első szakasz végeztével nincs "feljutás" és "kiesés" a két hatos között, még akkor sem, ha egy klub több vagy kevesebb pontot szerez a magasabban illetve alacsonyabban szereplő másik klubnál.
A szezont megelőzően az SP felállít (az előző évekbeli szereplések alapján) egy erősorrendet, ami valószínűsíti, hogy a csapatok kétszer otthon és kétszer idegenben mérkőzzenek meg egymással. Ettől még persze könnyedén előfordulhat, hogy valamelyik klub többször játszik egy ellenfelével otthon, mint idegenben, vagy fordítva. Például lehetséges, hogy egy csapat háromszor mérkőzik egy másik ellen hazai pályán, és csak egyszer vendégként.
Az összesen 38 fordulót követően az utolsó helyezett kiesik a másodosztályba, ahonnan a bajnok jut fel, feltéve, hogy megfelel az SP indulási feltételeinek.

## Kiesés és feljutás
A Scottish Premiership mezőnyéből mindig az utolsó helyen végző gárda esik ki, helyét a másodosztály legjobbja veszi át. Néhány kikötésnek azonban meg kell felelnie a feljutónak.
Például 2003-ban a Falkirk nem juthatott fel, mert stadionja nem volt képes legalább 10 000 néző befogadására. Akkor ez mentette meg a Motherwellt a kieséstől.
2004-ben hasonló eset játszódott le az Inverness-szel kapcsolatban, de ők feljuthattak, mivel megegyeztek az Aberdeennel, hogy ezután az ő stadionjukat használják majd a hazai meccseiken. 2005-ben a Scottish Premier League testülete 6,000 főre csökkentette a minimum befogadóképességet, így az Inverness visszatérhetett saját pályájára.

## Európai kvalifikáció
A skót első osztály lejjebb csúszott az UEFA ranglistáján az elmúlt években, ezért csak egy csapatot küldhetnek a Bajnokok Ligájába, azon belül a második selejtezőkörben kapcsolódik a küzdelmekbe. A bajnokság második és harmadik helyezettje az Európa-ligában indulhat második, illetve az első selejtezőkörben. A Skót Kupa győztese szintén az Európa-liga második selejtezőkörében kezdhet.

## Kritikák
Az bajnoksággal kapcsolatban többféle kritika is felmerült.

### A lebonyolítási rendszerrel kapcsolatban
Az SPL lebonyolítási rendszerével kapcsolatban többször is felmerült már kritika. 2007 áprilisában az akkori Dundee United-menedzser, Craig Levein borzasztónak és nonszensznek nevezte ezt, mondván, nagyon sok terhet hárít a menedzserekre. Walter Smith Rangers-edző kijelentette, a lebonyolítási rendszer nem fair, és javasolta, térjenek át a 18 csapatos szisztémára. Az SPL meg is fontolta ezt, ám végül elvetette, arra hivatkozván, hogy nincs elég erős csapat a másodosztályban. Legutóbb - 2008 márciusában - a Kilmarnock menedzsere, Jim Jefferies fogalmazta meg kritikáját a lebonyolítási rendszert illetően, hiszen, mint mondta, egy ellenféllel négyszer játszani túl sok.
Azonban a lehetséges másfajta variációknak is mind van rossz oldaluk. Például ha 14 csapat lenne, amelyek háromszor mérkőznének egymással, a fordulók mennyisége (az eddigi 38 helyett 39) ugyan megfelelne, de nem lenne igazságos, hogy egy csapat kétszer játszik egy másikkal otthon, és csak egyszer idegenben. A 16 csapatos liga 30-ra csökkentené a játéknapok számát, de ezzel több olyan összecsapás is elmaradna, amelyen nagy csapatok mérkőznek; következményként a klubok bevétele csökkenne, például a kevesebb közvetítési jogdíj, illetve eladott jegy miatt. A 18 vagy 20 csapatos liga ötlete (34 illetve 38 meccs) az előző rossz következményeket is magával vonná, ráadásul rengeteg 'fölösleges', tét nélküli meccsre is sor kerülne, amelyen a táblázat közepén álló csapatok különösebb motiváció nélkül csapnának össze.

### Old Firm-dominancia
A két Old Firm-ellenfél, a Celtic és a Rangers olyan elképesztő mértékben uralja a skót bajnokságot, hogy az már szinte példa nélküli más országokban. Rajtuk kívül a Scottish Premier League megalapítása óta egy klub sem tudott bajnokságot nyerni, és az is csak egyszer fordult elő, hogy ne egymás között "osztották volna fel" az arany és az ezüstérmet (a 2005–2006-os szezonban a Hearts végzett a Celtic mögött a második helyen). Ez a probléma azonban nem új keletű, szinte amióta skót bajnokságokról beszélhetünk, fennáll, tekintettel arra, hogy korábban is e két klub emelkedett ki folyamatosan (néhány kivétellel) az SPL elődjéből. A Celtic és a Rangers hazai meccsein messze többen vannak jelen, mint a többi csapatén, továbbá mindkét klub rendszeresen szereplője vagy a Bajnokok Ligája vagy az UEFA Kupa küzdelemsorozatának, további – nem csekély – bevételre szert téve. A jóval több befolyó pénzből pedig nyilván az Old Firm-csapatok vehetnek jobb játékosokat, és így tovább…
Hazai egyeduralkodásuk ellenére azonban a Celtic és Rangers az európai élcsapatokkal játékosállomány és a fizetések terén nem tudja felvenni a versenyt, s ez a relatíve alacsony skóciai tévés jogdíjaknak (is) köszönhető. Ennek következtében pedig többször is felvetődött már, hogy a két klub csatlakozik az angol ligarendszerhez, vagy beszáll a majdan például holland, belga, portugál (él)csapatok által alkotott 'Európai ligába'. Az Old Firm-klubok távozásával azonban az SPL színvonala hatalmas mértékben csökkenne. Craig Levein ezzel nem ért egyet, szerinte a skót focinak jót tenne, ha az eddigi középcsapatok a bajnoki címért harcolhatnának. A Nemzetközi Labdarúgó-szövetség mindenesetre kizárta a Celtic és a Rangers Angliába "igazolásának" lehetőségét.

### Téli szünet
További kritikákat vont maga után az SPL azon döntése, melynek értelmében a 2000–01-es szezon követően megszüntette a "téli szünetet", kötelezve a klubokat arra, hogy játsszák végig azt az időszakot is. Így a januári időszakban gyakran maradnak el meccsek a rossz időjárás következtében használhatatlanná váló pályák miatt, nem is beszélve a játékosok fáradtságáról. Leginkább a korábbi Celtic-menedzser, Martin O’Neill, az ex-Dundee United-edző Jim Duffy és a jelenleg is Rangerst vezető Walter Smith kardoskodnak a téli pihenő visszaállítása mellett. Mitöbb, Alex McLeish korábbi Rangers-menedzser azt nyilatkozta az ominózus döntéssel kapcsolatban, hogy "vissza a sötét időkbe".
Az SPL azonban kijelentette, hogy időjárási kellemetlenségek miatt soha nem lesz téli szünet, hiszen novembertől áprilisig bármikor elmaradhatnak meccsek ilyen okok miatt, s ezeket úgyis a szünetben kéne bepótolni, avagy egy hétközi játéknapon, ami viszont drasztikusan csökkentené a nézőszámot. Azt azonban a liga elöljárói is elismerték, a játékosok pihenése elfogadható ok lehet a "téli szünidőre".

## Játékosok
A Scottish Premiership csapatai szinte teljesen szabadon igazolhatnak játékosokat: nincs fizetési sapka, meghatározott nagyságú játékoskeret, nincsenek korhatárok, és a futballisták származási helyét illetően is csak kevés megkötés van – az összes EU-s állampolgár (beleértve azokat is, akiknek szüleik vagy nagyszüleik azok) játszhatnak, s a legjobb EU-n kívüli játékosok is munkavállalási engedélyhez juthatnak.
Mindössze egy szabály van: a csapatok meccskeretében lennie kell három 21 éven aluli játékosnak. Ezt bizonyos menedzserek támogatják, mások nem, de a skót labdarúgó-utánpótlásnak alighanem jót tesz. Néhány klub ugyanis már ráállt arra, hogy felnevel ifjú tehetségeket, majd jókora haszonnal továbbadja őket – a drága igazolásokra ugyanis jóformán csak a Celticnek és a Rangersnek van pénze. E szabály másik következményeképpen a skót csapatok nagyrészt skót futballistákat foglalkoztatnak (a 2004–05-ös szezonban 73% volt ez az arány).

### Átigazolási rekordok a Scottish Premier League történetében
- A legmagasabb kifizetett átigazolási díj: Tore André Flo, a Chelsea-ből a Rangers-be, 12 millió font, 2000. november 23.
- A legmagasabb beérkező átigazolási díj: 
Craig Gordon, a Hearts-ból a Sunderland-be, 9 millió font, 2007. augusztus 8.
Alan Hutton, a Rangers-ből a Tottenham-be, 9 millió font, 2008. január 30.
- A legmagasabb skót csapatok közötti átigazolási díj: Scott Brown, a Hibernian-ből a Celtic-be, 4,5 millió font, 2007. június 1.

### Góllövőlista (SPL)
A táblázatban a Scottish Premier League 10 legeredményesebb játékosa szerepel. A félkövérrel szedettek jelenleg is a skót első osztályban játszanak. Legutóbbi frissítés: 2013. május 19.

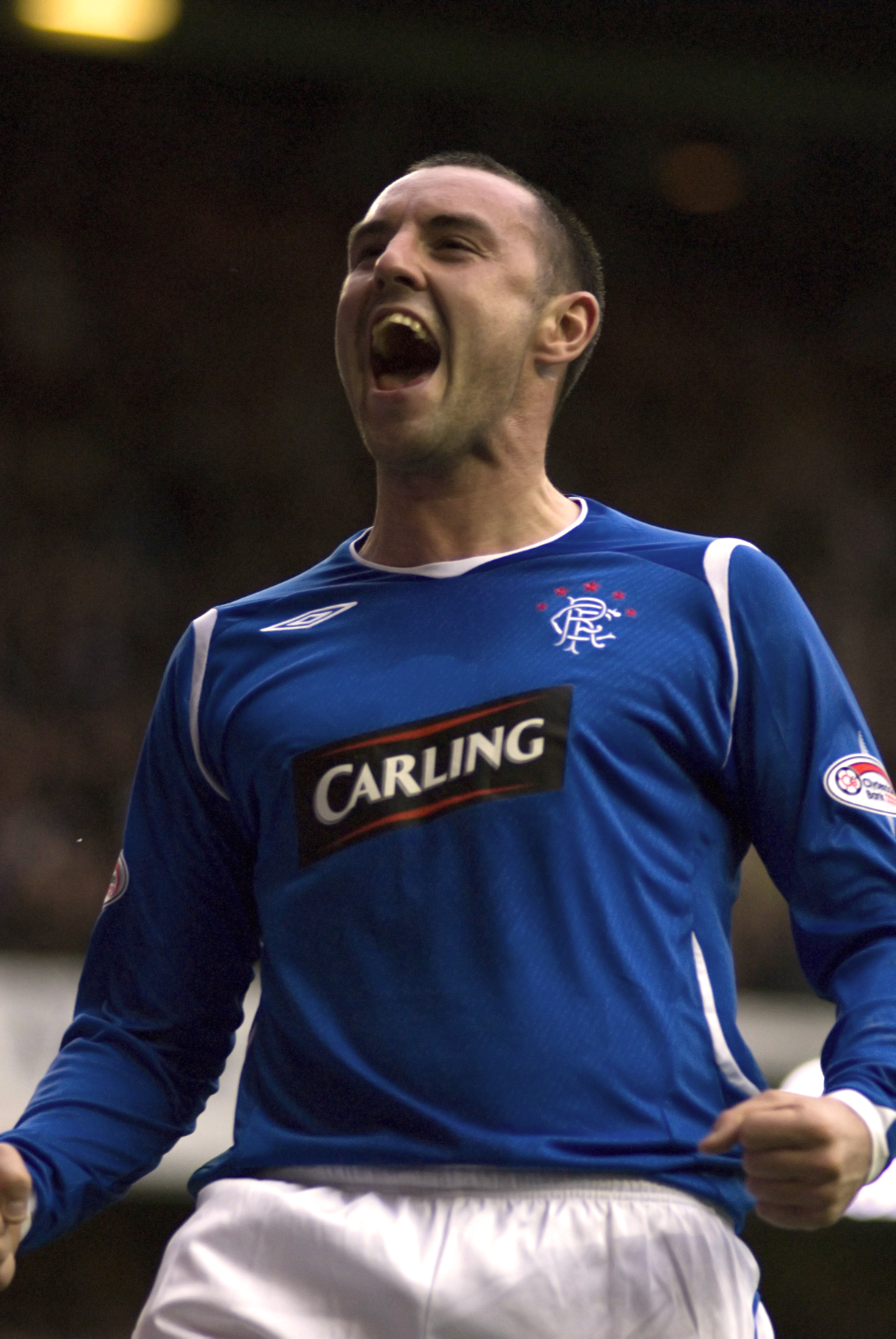
Kris Boyd, a Scottish Premier League gólkirálya.

| Helyezés | Játékos        | Csapat(ok)                                                                                       | Gólok |
| -------- | -------------- | ------------------------------------------------------------------------------------------------ | ----- |
| 1.       | Kris Boyd      | Kilmarnock (2001–2006) Rangers (2006–2010) Kilmarnock (2013)                                     | 167   |
| 2.       | Henrik Larsson | Celtic (1998–2004)                                                                               | 158   |
| 3.       | Derek Riordan  | Hibernian (2001–2006) Celtic (2006–2008) Hibernian (2008–2011) St. Johnstone (2012)              | 95    |
| 4.       | Scott McDonald | Motherwell (2004–2007) Celtic (2007–2010)                                                        | 93    |
| 5.       | John Hartson   | Celtic (2001–2006)                                                                               | 88    |
| 6.       | Kenny Miller   | Hibernian (1999–2000) Rangers (2000–2001) Celtic (2006–2007) Rangers (2008–2011)                 | 75    |
| 7.       | Michael Higdon | Falkirk (2007–2009) St. Mirren (2009–2011) Motherwell (2011–2013)                                | 73    |
| 7.       | Nacho Novo     | Dundee (2002–2004) Rangers (2004–2010)                                                           | 73    |
| 9.       | Anthony Stokes | Falkirk (2007–2009) [/>Hibernian (2009–2010) Celtic (2010–2013)                                  | 67    |
| 10.      | Colin Nish     | Dunfermline Athletic (1999–2003) Kilmarnock (2003–2008) Hibernian (2008–2011) Dundee (2012–2013) | 64    |

## Csapatok

### Öröktáblázat
A táblázat az 1998–1999-es szezonnal kezdődőleg és a 2008–2009-es szezonnal bezárólag foglalja magába az eredményeket.
| #   | Csapat              | Sz | M   | Gy  | D   | V   | Lg  | Kg  | Gk   | P   | P/M  | 1. | 2. | 3. | 4. |
| --- | ------------------- | -- | --- | --- | --- | --- | --- | --- | ---- | --- | ---- | -- | -- | -- | -- |
| 1.  | Celtic              | 11 | 414 | 304 | 61  | 49  | 968 | 336 | +632 | 973 | 2,34 | 6  | 5  |    |    |
| 2.  | Rangers             | 11 | 414 | 282 | 76  | 56  | 876 | 333 | +563 | 922 | 2,22 | 5  | 5  | 1  |    |
| 3.  | Hearts              | 11 | 414 | 172 | 103 | 138 | 586 | 487 | +99  | 619 | 1,49 |    | 1  | 4  | 1  |
| 4.  | Aberdeen            | 11 | 414 | 147 | 98  | 169 | 499 | 587 | –88  | 539 | 1,30 |    |    | 1  | 4  |
| 5.  | Kilmarnock          | 11 | 414 | 146 | 100 | 168 | 507 | 591 | –84  | 538 | 1,29 |    |    |    | 3  |
| 6.  | Hibernian           | 10 | 378 | 137 | 97  | 144 | 526 | 526 | 0    | 508 | 1,34 |    |    | 2  | 1  |
| 7.  | Motherwell          | 11 | 414 | 133 | 94  | 187 | 500 | 630 | –130 | 493 | 1,19 |    |    | 1  | 1  |
| 8.  | Dundee United       | 11 | 414 | 112 | 115 | 187 | 451 | 636 | –185 | 398 | 1,05 |    |    |    |    |
| 9.  | Dunfermline         | 8  | 302 | 78  | 79  | 145 | 295 | 483 | –188 | 313 | 1,04 |    |    |    | 1  |
| 10. | Dundee              | 7  | 262 | 80  | 61  | 121 | 308 | 412 | –104 | 301 | 1,14 |    |    |    |    |
| 11. | Inverness CT        | 4  | 152 | 50  | 41  | 61  | 185 | 195 | –10  | 191 | 1,20 |    |    |    |    |
| 12. | Livingston          | 5  | 190 | 48  | 46  | 97  | 205 | 306 | –101 | 189 | 1,0  |    |    | 1  |    |
| 13. | Falkirk             | 4  | 152 | 45  | 38  | 72  | 166 | 220 | –54  | 170 | 1,12 |    |    |    |    |
| 14. | St. Johnstone       | 4  | 148 | 39  | 43  | 66  | 139 | 200 | –61  | 160 | 1,08 |    |    | 1  |    |
| 15. | St. Mirren          | 3  | 152 | 35  | 39  | 78  | 122 | 229 | –107 | 144 | 0,95 |    |    |    |    |
| 16. | Partick Thistle     | 2  | 76  | 14  | 19  | 43  | 76  | 125 | –49  | 61  | 0,80 |    |    |    |    |
| 17. | Hamilton Academical | 1  | 38  | 12  | 5   | 21  | 30  | 53  | –23  | 41  | 1,08 |    |    |    |    |
| 18. | Gretna              | 1  | 38  | 5   | 8   | 25  | 32  | 83  | –51  | 131 | 0,34 |    |    |    |    |

# = Helyezés; Sz = Szezonok száma; M= Meccsek száma, ebből: Gy = Győzelem; D = Döntetlen; V = Vereség; Lg = Lőtt gólok; Kg = Kapott gólok; Gk = Gólkülönbség; P = Pontok; P/M = Meccsenkénti pontátlag; 1. = Bajnoki cím; 2. = Második, 3. = Harmadik, 4. = Negyedik helyezett
1 A Gretnától 10 pontot levontak bizonytalan anyagi helyzetük miatt a 2007–2008-as szezonban.
Forrás: Hivatalos weboldal

### Jelenlegi csapatok
A következő tizenkét csapat tagja az SPL-nek a 2009–2010-es szezonban.
| Csapat        | 2008–2009-es helyezése | Legelső első osztályú szezonja | E szezon óta tagja folya- matosan az első osztálynak | Legutóbbi bajnoki címe |
| ------------- | ---------------------- | ------------------------------ | ---------------------------------------------------- | ---------------------- |
| Aberdeen      | 4.                     | 1905–1906                      | 1905–1906                                            | 1984–1985              |
| Celtic        | 2.                     | 1890–1891                      | 1890–1891                                            | 2007–2008              |
| Dundee United | 5.                     | 1925–1926                      | 1996–1997                                            | 1982–1983              |
| Falkirk       | 10.                    | 1905–1906                      | 2005–2006                                            | –                      |
| Hamilton      | 9.                     | 1906–1907                      | 2008–2009                                            | –                      |
| Hearts        | 3.                     | 1890–1891                      | 1983–1984                                            | 1959–1960              |
| Hibernian     | 6.                     | 1895–1896                      | 1999–2000                                            | 1951–1952              |
| Kilmarnock    | 8.                     | 1899–1900                      | 1992–1993                                            | 1964–1965              |
| Motherwell    | 7.                     | 1903–1904                      | 1985–1986                                            | 1931–1932              |
| Rangers       | 1.                     | 1890–1891                      | 1890–1891                                            | 2004–2005              |
| St. Johnstone | 1. (a másodosztályban) | 1924–1925                      | 2009–2010                                            | –                      |
| St. Mirren    | 11.                    | 1890–1891                      | 2006–2007                                            | –                      |